# Adolphe de Bavière
Adolphe (7 janvier 1434 – 24 octobre 1441) est duc de Bavière-Munich de 1435 à sa mort. Il est le fils du duc Guillaume III. Il devient duc à la mort de son père, régnant conjointement avec Ernest de Bavière, puis avec le fils de ce dernier, Albert III. Il meurt à l'âge de sept ans, et Albert III devient le seul duc de Bavière-Munich.